# Liste jüdischer Friedhöfe in der Schweiz
Die Liste der jüdischen Friedhöfe in der Schweiz gibt einen Überblick zu jüdischen Friedhöfen in der Schweiz. Die Sortierung erfolgt alphabetisch nach den Ortsnamen.
| Bezeichnung                                            | Bild           | Ort                      | Kanton           | Weitere Informationen |  |
| ------------------------------------------------------ | -------------- | ------------------------ | ---------------- | --- |  |
| Jüdischer Friedhof (Baden)                             | weitere Bilder | Baden AG (Lage)          | Aargau           | siehe |  |
| Israelitischer Friedhof Basel                          | weitere Bilder | Basel (Lage)             | Basel-Stadt      | |  |
| Jüdischer Friedhof Bern                                | weitere Bilder | Bern (Lage)              | Bern             | |  |
| Jüdischer Friedhof Biel - Bienne                       |                | Biel/Bienne (Lage)       | Bern             | nördlich der Friedhofskapelle auf dem kommunalen Hauptfriedhof (siehe Lageplan) |  |
| Jüdischer Friedhof La Chaux-de-Fonds                   |                | La Chaux-de-Fonds (Lage) | Neuenburg        | südwestlich Ortslage am Boulevard des Eplatures, 1872 eingeweiht bis heute in Benutzung |  |
| Jüdischer Friedhof Davos                               |                | Davos (Lage)             | Graubünden       | südlich der Ortslage zusammen mit dem Waldfriedhof Davos am Ende der Friedhofstraße gelegen, 1931 erfolgte erstmalig eine Beisetzung. Als Besonderheit gilt ein Grab mit der Asche und den Überresten von Verbrannten aus dem KZ Buchenwald sowie die unter einem Gedenkstein vergrabenen Gebetbücher aus einem Lawinenunglück bei der Heilstätte "Etania" 1963 (siehe ) |  |
| Jüdischer Friedhof Delemont                            |                | Delemont                 | Jura             | |  |
| Jüdischer Friedhof Endingen/Lengnau                    | weitere Bilder | Endingen (Lage)          | Aargau           | |  |
| Jüdischer Friedhof Freiburg / Fribourg                 |                | Fribourg (Lage)          | Freiburg         | Im südlichsten Teil des städtischen Friedhofgrundstückes. |  |
| Jüdischer Friedhof (Carouge)                           | weitere Bilder | Genf (Lage)              | Genf             | |  |
| Jüdischer Friedhof (Veyrier GE)                        | weitere Bilder | Genf (Lage)              | Genf             | Friedhof in Veyrier / Étrembières |  |
| Jüdischer Friedhof Lausanne - Prilly                   |                | Lausanne - Prilly (Lage) | Waadt            | südlich des christlichen Friedhof an der Avenue du Château gelegen (siehe ) |  |
| Jüdischer Friedhof Lengnau                             |                | Lengnau AG               | Aargau           | siehe Jüdischer Friedhof Endingen |  |
| Jüdischer Friedhof Lugano-Noranco                      |                | Lugano-Noranco (Lage)    | Tessin           | im Süden von Lugano gelegen, direkt neben der E 35, wurde 1918 eröffnet (siehe ) |  |
| Alter jüdischer Friedhof Luzern                        |                | Luzern (Lage)            | Luzern           | im westlichen Teil des Friedhof Friedental an der Ibachstrasse gelegen (siehe ) |  |
| Neuer Jüdischer Friedhof Luzern                        | weitere Bilder | Luzern (Lage)            | Luzern           | ganz im Osten des Geländes von Friedhof Friedental an der Sedelstrasse gelegen (siehe ) |  |
| Jüdischer Friedhof La Tour de Peilz                    |                | Montreux (Lage)          | Waadt            | im Norden des städtischen Friedhof an der Chemnin de Vassin (siehe ) |  |
| Jüdischer Friedhof Vevey                               |                | Montreux                 | Waadt            | siehe |  |
| Alter jüdischer Friedhof St. Gallen                    |                | St. Gallen (Lage)        | St. Gallen       | in der ehemaligen Gemeinde Tablat, im Hagenbuch-Quartier, an Ecke Falkensteinstrasse/Hagenbuchstrasse |  |
| Neuer jüdischer Friedhof St. Gallen                    |                | St. Gallen               | St. Gallen       | |  |
| Israelitischer Friedhof Winterthur                     |                | Winterthur               | Zürich           | |  |
| Israelitischer Friedhof Agudas-Achim                   |                | Zürich (Lage)            | Zürich           | siehe auch Albisrieden#Infrastruktur, 3. Absatz |  |
| Israelitischer Friedhof Binz                           |                | Zürich (Lage)            | Zürich           | |  |
| Israelitischer Friedhof am Schützenrain                |                | Zürich (Lage)            | Zürich           | siehe auch Albisrieden#Infrastruktur, 3. Absatz |  |
| Israelitischer Friedhof Steinkluppe am Steinkluppenweg | weitere Bilder | Zürich (Lage)            | Zürich           | |  |
| Israelitischer Friedhof Oberer Friesenberg             | weitere Bilder | Zürich (Lage)            | Zürich           | ICZ |  |
| Israelitischer Friedhof Unterer Friesenberg            | weitere Bilder | Zürich (Lage)            | Zürich           | ICZ |  |
| Judenacker Zwingen                                     | weitere Bilder | Zwingen (Lage)           | Basel-Landschaft | siehe |  |